# Niklaus Manuel Güdel
Niklaus Manuel Güdel est un artiste, historien de l'art, éditeur, commissaire d'exposition et directeur de musée de nationalité costaricienne et suisse, né le 10 août 1988 à Delémont, en Suisse.

## Biographie
De mère costaricienne et de père bernois, élevé « dans la pure tradition protestante et sans télévision ». Son enfance est partagée entre la Suisse et le Costa Rica, où il retourne régulièrement. Après l'obtention d'une maturité fédérale en arts visuels au Lycée cantonal de Porrentruy, Niklaus Manuel Güdel entreprend des études de philosophie et de littérature française à l'Université de Bâle, puis d'histoire de l'art à l'Université de Neuchâtel où il obtient sa maîtrise universitaire.
En 2009, à Bâle, Niklaus Manuel Güdel fonde la revue Les Lettres et les Arts, qu'il dirige jusqu'en 2014 et à laquelle ont notamment collaboré Richard Millet, Daniel de Roulet, Mario Botta et Thomas Sandoz. Auparavant, il a collaboré à la production d’opéras auprès de Facundo Agudin et s'était intéressé au théâtre. Sa pièce En Aparté est créée à Porrentruy en 2007.
En tant qu'artiste peintre et plasticien, il se forme auprès du peintre soleurois Fritz Guggisberg dès l'enfance et expose depuis 2012 régulièrement en Suisse et à l'étranger (voir Parcours artistique).
En tant qu'historien de l'art, il consacre ses recherches aux peintres Ferdinand Hodler et Gustave Courbet. Il a fondé et dirigé de 2015 à 2023 l'Institut Ferdinand Hodler (Genève/Delémont), anciennement Archives Jura Brüschweiler, qui conserve le fonds documentaire privé le plus important sur Ferdinand Hodler. La mission principale de l’institution est de préserver et valoriser la connaissance de la vie et de l'œuvre du peintre suisse, à travers des projets de recherche, de publication, d’exposition et de médiation, menés en partenariat avec des musées suisses et étrangers.
En décembre 2021, il est reçu à l'Institut Jurassien des Sciences, des Lettres et des Arts où il prononce un discours de réception sur sa double approche, comme peintre et comme historien de l'art d'un petit tableau de Goya.
En 2024, il est nommé à la direction des Musées de Pully, qui regroupent le Musée d’art de Pully, l’ArchéoLab - Villa romaine et La Muette, espace littéraire dédié à Charles Ferdinand Ramuz. “L’enjeu est de faire rayonner l’ensemble des trois institutions et de pérenniser l’engouement pour chacune d’elles”, affirme-t-il.

## Parcours artistique
Le début du parcours artistique de Niklaus Manuel Güdel est marqué par le Cycle de la mémoire, débuté en 2010 et qui fera l’objet, deux ans plus tard, d'une exposition et d’une première publication sur son œuvre, préfacée par l'écrivain français Pierre Péju. En 2013, Niklaus Manuel Güdel présente une série d'aquarelles à la Galerie Rosa Turetsky à Genève. La même année, il fait partie des artistes sélectionnés pour JUNGKUNST, une exposition qui présente chaque année un choix de jeunes artistes suisses émergents. Ses œuvres sont depuis lors régulièrement présentées dans le cadre d'expositions personnelles et collectives en Suisse, France, Espagne, Italie, République tchèque et au Costa Rica. 
En 2015, le Musée jurassien d'art et d'histoire de Delémont présente une grande installation en bois mitraillé et son cycle de peintures Comme un blanc. À cette occasion, la prestigieuse maison d'édition Hatje Cantz  publie une monographie sur son travail. 
L'année 2016 marque une étape décisive dans son parcours artistique, avec sa première exposition personnelle en France, à la Galerie Valérie Delaunay (Paris) qui présente la suite de sa série Comme un blanc. Son travail, reconnu et assimilé au renouveau de la figuration, s'inscrit dès lors dans une perspective historique que vient confirmer sa participation, en juin de la même année, à l'exposition Figuration 2.0 au Centre d'art contemporain de Saumur. Dans la foulée, le Museo de Arte y Diseño Contemporaneo de San José (Costa Rica) présente une exposition autour de son installation en bois mitraillé Trees Remember Too et publie un catalogue sur cette œuvre. À la Galerie C à Neuchâtel, il expose notamment avec Philippe Cognée, Luc Andrié, Alain Huck, Guy Oberson et Catherine Gfeller, dans le cadre d’une vaste exposition sur le renouveau de la peinture de paysage autour de Maximilien de Meuron. 

L’œuvre de Niklaus Manuel Güdel se construit autour du thème de la mémoire. Souvenirs personnels, imaginaire de l’enfance, références historiques ou mémoire des disparus peuplent les tableaux du peintre qui se distinguent par le contraste entre des figures ou des formes blanches et des fonds colorés. Pierre Péju a également rapproché son travail de la photographie, en évoquant l’image d’un cliché de famille surexposé où les visages seraient à moitié effacés par la lumière. La peinture de Niklaus Manuel Güdel, intimement liée à sa double appartenance au Costa Rica et à la Suisse, interroge le rapport de l’homme à la mémoire et au temps.

## Activité d'historien de l'art
En tant qu'historien de l'art, il se spécialise dès 2013 dans l'étude de la vie et de l'œuvre du peintre suisse Ferdinand Hodler. Il est notamment l'auteur de la première édition critique de La Mission de l’artiste. À la suite d'une rencontre avec l'expert de Hodler, Jura Brüschweiler, il décide de poursuivre ses travaux sur Ferdinand Hodler et prend la direction des Archives Jura Brüschweiler de 2015 à 2021. Il fonde en 2016 la collection "Hodleriana" aux Éditions Notari à Genève, dont le premier ouvrage est un texte posthume de Jura Brüschweiler sur Hodler érotique. En 2017, il signe avec Diana Blome un ouvrage de référence sur les écrits esthétiques de Ferdinand Hodler paru dans cette même collection. Il a également collaboré à la rétrospective Hodler du Leopold Musem de Vienne, a été co-commissaire de l'exposition Hodler et le Léman au Musée d'art de Pully. En 2018, il est commissaire d'une exposition qui dévoile pour la première fois au public les archives inédites de Ferdinand Hodler à la Fondation Martin Bodmer à Genève. Depuis 2021, il est le directeur de l'Institut Ferdinand Hodler.
En 2017, Niklaus Manuel Güdel, mandaté par la République et Canton du Jura, produit un rapport de recherches en authenticité et provenance en collaboration avec le Centre du droit de l'art à Genève portant sur tableau inconnu de Gustave Courbet légué au canton jurassien.

## Principales expositions (en tant qu'artiste)
Expositions personnelles (sélection)
- 2022 : "Derrière la couleur", Musée jurassien des arts, Moutier
- 2018 : "Retour à la couleur", Fondation Anne et Robert Bloch, Delémont
- 2016 : "Trees Remember Too", Museo de arte y diseño contemporáneo, San José
- 2016 : "Comme un blanc", Galerie Valérie Delaunay, Paris
- 2015 : "Le Silence de la guerre", Musée jurassien d'art et d'histoire / Artsenal, Delémont
- 2013 : "Œuvres récentes. Huiles et aquarelles", Galerie Rosa Turetsky, Genève
- 2012 : "Le cycle de la mémoire", SELZ art contemporain, Perrefitte

Expositions collectives (sélection)
- 2023-2024 : “Entangled Forests”, Kornhausforum, Berne ; Zeughausareal, Uster ; Forum de l’hôtel de ville, Lausanne ; Chrämerhuus, Langenthal
- 2023 :  “Gardiens du silence”, Musée Jenisch Vevey
- 2022 : "Le Monde clair des bienheureux.s.e.x.s", Quartier Général, La Chaux-de-Fonds
- 2021 : "La Mémoire du bois", Musée de Charmey
- 2021 : "Résonnances", Musée jurassien des arts Moutier, Moutier
- 2019 : "(A+D)*25=Ag. Historiografía MADC", Museo de arte y diseño contemporáneo, San José
- 2018 : "Cantonale Berne Jura", Centre PasquArt, Bienne
- 2018 : "Trees Remember Too", B#S Art Space, Trévise
- 2018 : "Intime", Galerie C, Neuchâtel
- 2018 : "Forms and matter of the wait", Czech Center, Prague
- 2017 : "La Petite Collection, vol. III", Galerie Bertrand Grimont, Paris
- 2017 : "Premio Carlo Bonatto Minella", AreaCreativa42, Turin
- 2017 : "Premio Combat", Museo Civico Giovanni Fattori, Livourne
- 2016 : "MdM. Du rêve à l'utopie", Galerie C, Neuchâtel
- 2016 : "Figuration 2.0", Centre d'art contemporain Bouvet Ladubay, Saumur
- 2016 : The Solo Project, Galerie Valérie Delaunay, Bâle
- 2016 : Art Paris Art Fair, Galerie Valérie Delaunay, Grand Palais, Paris
- 2015 : "Cantonale Berne Jura", Kunsthaus Interlaken, Interlaken
- 2014 : "Cantonale Berne Jura", Musée jurassien des arts, Moutier
- 2014 : "Allégorie", Villa Dutoit, Genève.
- 2014 : CALL XVI, Galerie Luis Adelantado, Valence (Espagne)
- 2014 : "Végétalus", Galerie C, Neuchâtel
- 2013 : "Biennale de la SAMBA", Musée des Beaux-Arts, La Chaux-de-Fonds
- 2013 : "Cantonale Berne Jura", Kunsthaus Interlaken, Interlaken
- 2013 : Jungkunst, Halle 52, Winterthour

## Commissariat d’expositions (en tant qu'historien de l'art)
- 2023 : "Ferdinand Hodler. Revoir Valentine", Musée Jenisch Vevey (avec Anne-Sophie Poirot)
- 2022 : "Charles L’Eplattenier,. Pastels du Doubs", Musée jurassien d’art et d’histoire, Delémont (avec Marine Englert)
- 2019 : "Courbet/Hodler", Musée Gustave Courbet, Ornans (avec Diana Blome)
- 2019 : "Gustave Courbet – Le peinture et le territoire", Musée jurassien d'art et d'histoire, Delémont
- 2019 : "Courbet dessinateur", Musée Gustave Courbet, Ornans et Musée Jenisch, Vevey (avec Anne-Sophie Poirot et Emmanuelle Neukomm)
- 2019 : "Ferdinand Hodler. Oeuvres méconnues et documents inédits", Musée jurassien d'art et d'histoire, Delémont
- 2018 : "Ferdinand Hodler. Documents inédits. Fleurons des Archives Bruschweiler", Fondation Martin Bodmer, Genève
- 2018 : "Hodler et le Léman. Chefs-d'oeuvre de collections privées suisses", Musée d'art de Pully (avec Laurent Langer et Diana Blome)
- 2017 : "Ferdinand Hodler. Wahlverwandschaften von Klimt bis Schiele", Leopold Museum, Vienne (avec Hans-Peter Wipplinger et Diana Blome)

## Ouvrages monographiques (en tant qu'artiste)
- Niklaus Manuel Güdel. Derrière la couleur, sous la direction de Valentine Reymond, textes de Emmanuel Coquery, Isabelle Depoorter-Lecomte, Julie Enckell Julliard, Pauline Goetschmann, Yves Guignard, Anne-Sophie Poirot, Valentine Reymond, Aude Robert-Tissot et Marion Zilio, Lausanne/Genève, art&fiction publications, 2022.
- Niklaus Manuel Güdel. Trees Remember Too, textes de Fiorella Resenterra, Adriana Collado Chaves, Niklaus Manuel Güdel et Sophie Vantieghem, San José, MADC, 2016.
- Niklaus Manuel Güdel. The Memory of Silence, textes de Chus Martínez, Dominique de Font-Réaulx, Karine Tissot, Yves Guignard, Diane Antille, Léa Bismuth et Sophie Vantieghem, Ostfildern, Hatje Cantz, 2015.
- Niklaus Manuel Güdel. Mémoire. Souvenir. Histoire, textes de Pierre Péju, Yves Guignard, Diane Antille, photographies d'Augustin Rebetez, Genève, Editions Notari, 2012.

## Ouvrages monographiques (en tant qu'historien de l'art)
- Pamella Guerdat, Niklaus Manuel Güdel et Isabelle Lecomte (éd.), René Myrha. Au fond je suis un dessinateur, Genève, Éditions Notari, 2023.
- Anne-Sophie Poirot et Niklaus Manuel Güdel (éd.), Ferdinand Hodler. Valentine, Paris, Les Cahiers dessinés, 2023 (2 volumes).
- Marine Englert et Niklaus Manuel Güdel (éd.), Charles L’Eplattenier. Les Pastels, Genève, Éditions Notari, 2022.
- Diana Blome et Niklaus Manuel Güdel (éd.), Courbet/Hodler. Une rencontre, Genève, Éditions Notari, 2019.
- Niklaus Manuel Güdel, Gustave Courbet. Une enquête sur le paysage, Dijon, Les presses du réel, 2019.
- Niklaus Manuel Güdel (dir.), Gustave Courbet. Les Dessins, Paris, Les Cahiers dessinés, 2019.
- Niklaus Manuel Güdel (dir.), Ferdinand Hodler : Documents inédits. Fleurons des Archives Jura Brüschweiler, Genève, Éditions Notari, 2018.
- Diana Blome et Niklaus Manuel Güdel (éd.), Ferdinand Hodler et le Léman, Berlin, Hatje Cantz, 2018.
- Diana Blome et Niklaus Manuel Güdel, Ferdinand Hodler. Écrits esthétiques, Genève, Éditions Notari, 2017.
- Ferdinand Hodler, La Mission de l'artiste, édition établie et commentée par Niklaus Manuel Güdel, Genève, Éditions Notari, 2014.